# Го Синьсинь
Го Синьсинь (кит. 郭心心, род. 2 августа 1983, Шэньян) — китайская фристайлистка, участница зимних Олимпийских игр 2002, 2006, 2010 годов, бронзовый призёр Олимпиады 2010 года.